# Grand Theft Auto (серія відеоігор)
Grand Theft Auto (абр. GTA, укр. «Значна автокрадіжка») — серія відеоігор, що створюються і розробляються головним чином шотландською компанією-розробником Rockstar North (колишня DMA Design). Серія ігор отримала назву від американського юридичного терміну Grand Auto Theft, що означає крадіжку транспортного засобу. Виданням ігор займається компанія Rockstar Games. Перша гра серії вийшла в 1997 році. Серія включає десять самостійних ігор і три доповнення: одне до першої частини — Grand Theft Auto: London, 1969, для якого був випущений набір додаткових місій ексклюзивно для платформи ПК Grand Theft Auto: London, 1961 і два епізоди для Grand Theft Auto IV, що містять нові місії, героїв, новий транспорт.
Grand Theft Auto III і подальші ігри цієї серії стали хітами продажів і отримали безліч позитивних відгуків. Крім того, GTA стали настільки популярними й прибутковими, що безліч зірок Голлівуду із задоволенням озвучили персонажів гри. Зокрема, такі ветерани бойовиків як Майкл Медсен, Семюел Лірой Джексон, Джеймс Вудс, Джо Пантоліано, Френк Вінсент, Роберт Лоджа і Рей Ліотта озвучували персонажів першого плану.

## Загальний огляд
Ігри пропонують гравцю роль злочинця у великому місті, який спочатку має низький статус у кримінальному світі та просувається з розвитком сюжету по кар'єрних сходах організованої злочинності до її верхів. Ватажки злочинного світу дають гравцеві різноманітні доручення (завдання, місії), які потрібно виконувати для просування по сюжету. Також альтернативним проведенням часу є заробляння грошей на таксі; робота пожежником, поліціянтом, водієм машини швидкої допомоги, кур'єром, сутенером, стріт-рейсингом. Ці необов'язкові для виконання завдання доступні в перервах між сюжетними місіями.
В іграх серії, що вийшли після Grand Theft Auto 2, краще пророблений сюжет: події розвиваються після того, як головного героя було зраджено або залишено при смерті кимось із друзів. Це служить мотивом для просування по кар'єрних сходах кримінального світу, фіналом якого є тріумф головного героя над ворогами й кривдниками.
Серія Grand Theft Auto відрізняється ступенем свободи, яка дається гравцю. На відміну від більшості ігор схожих жанрів, які мають лише послідовний набір рівнів з лінійним проходженням, гравець в GTA самостійно вибирає не лише яку місію з декількох можливих в цей час йому виконувати, а і яким транспортом та зброєю це робити. Наприклад на мотоциклі можна краще позбавитися переслідувачів, з гелікоптера краще контролювати чужі транспортні засоби, зі снайперськими гвинтівками спрощується боротьба з ворогами на відстані. Однак зброя в грі не у вільному доступі. Вона або добре прихована у різномаїтті вуличок і будинків міста і може бути знайдена під час ігрового процесу, або її можна просто купити в спеціальних місцях, позначених на карті. Гра має певні обмеження: деякі райони міста доступні не з самого початку гри, а лише після проходження певної місії. Великі міста в іграх доступні для вільного дослідження, часто можна зустріти будівлі, в які можна входити й виконувати додаткові місії. Під час будь-якої місії неможливо зберегти гру. Якщо місія провалена, вона повністю повторюється.

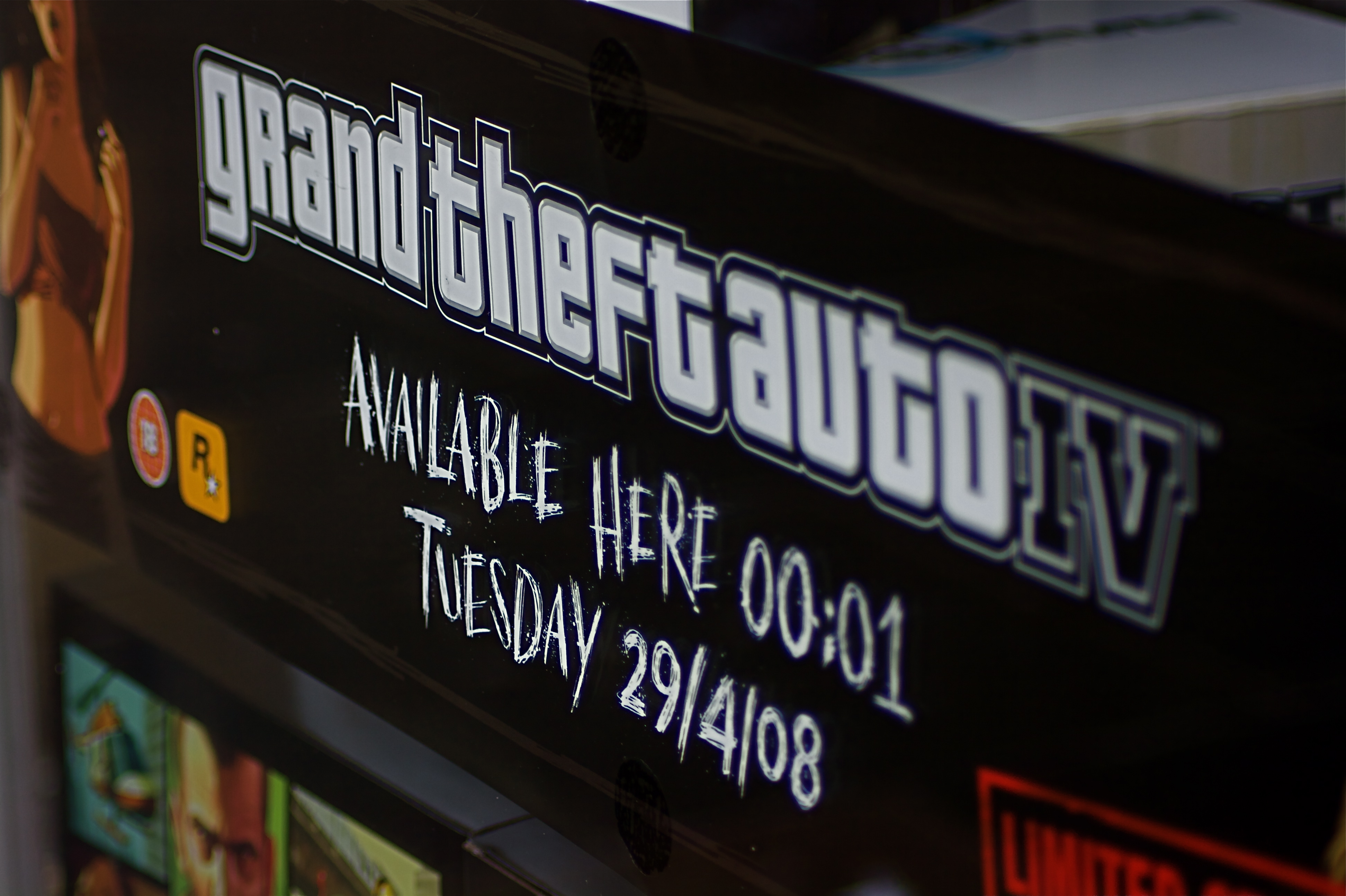
Відмінна графіка гри, представлена в GTA IV

Персонаж має дві характеристики: життя і броня. Якщо здоров'я персонажа опускається до нуля, то він потрапляє до лікарні, втрачає зброю, частину грошей, та місію, якщо вона була почата, але не завершена на момент потрапляння до лікарні. У GTA IV персонаж зберігає свою зброю.
Злочинні дії підвищують рівень переслідування гравця поліцією. Рівень розшуку визначається за кількістю зірок. Зменшити рівень розшуку можна за допомогою перефарбовування машини, переховування впродовж певного часу або збираючи «зірки поліції». У випадку арешту персонаж втрачає всю зброю і частину грошей. Гра продовжується від поліційного відділка. Крім того, арешт під час місії означає її провал.
Grand Theft Auto III і наступні ігри виділяються сюжетом, високою якістю озвучування персонажів і внутрішньоігровими радіостанціями. Останні імітують цілодобовий прямий ефір з ді-джеями, цікавими гостями, рекламними вставками, програмами розмовного жанру, музикою і безліччю посилань до американської культури. Все це гармонійно поєднується з реалістичним ігровим світом, що має велику кількість автотранспорту та пішоходів, які зазвичай виконують всі правила та реагують на сигнали світлофора, різноманітну погоду, добовий ритм (день та ніч) і основні фізичні закони. Для прикладу, у фінансовому або елітному районі більшість авто будуть спортивними або дорогими, а в «спальних» районах — простішими та дешевими. На пляжах більшість людей одягнені в купальники, а у фінансовому районі — у діловий одяг. Крім того, в денний час на вулицях можна побачити більше автомобілів та пішоходів, ніж уночі. Всі автомобілі у грі мають реалістичну модель пошкоджень, тобто вони можуть бути знищені або пошкоджені в аваріях та перестрілках.
Велику увагу розробники гри приділили якості самих ігор, настрою епохи, в якій відбувається сюжет гри. Відмінно підібрана музика, атмосфера, транспорт, одяг і сленг цього часу, незалежно від того чи то 1980-ті (Вайс-Сіті), початок 1990-х (Сан-Андреас) або кінець 2000-х (Ліберті-Сіті).
З часів виходу Grand Theft Auto III навколо серії виникало безліч суперечок. В іграх GTA герой здійснює безліч протизаконних дій (часто залишаючись безкарним), на відміну від «шляхетних сміливців», які зображені в більшості інших ігор. Супротивники гри вважають, що гравці будуть переносити насильство і злочинність з екранів у життя. Прихильники ж стверджують, що ігри — лише можливість виплеснути емоції, «випустити пару», оскільки багато вчинків у реальності будуть мати важкі наслідки.

## Історія
Серію Grand Theft Auto можна розділити на покоління, ґрунтуючись на графічні особливості(наприклад, Grand Theft Auto III, яка стала першою тривимірною грою в серії, належить до 3D покоління)

### 2D покоління

#### GTA (1997)

Перша гра з серії Grand Theft Auto

Перша гра серії Grand Theft Auto була випущена на платформах PC та PlayStation в 1997 році; на Game Boy Color гра була перенесена в скороченому вигляді. Перша GTA підтримувала графічні прискорювачі 3dfx, тоді як Direct3D не підтримувався.
Дії гри розгортаються в трьох різних вигаданих містах: Ліберті-Сіті (прототип Нью-Йорка), Вайс-Сіті (Маямі), Сан-Андреас (штати Каліфорнія та Невада). Ці назви міст залишаться і в наступних частинах гри, але всі три міста в одній грі більше не зустрічаються (за винятком GTA: San Andreas, де у певний момент гри потрібно розібратися з ватажком однієї з банд у Ліберті-Сіті).
Гра має 2D графіку, а вигляд на місто і персонажа відбувається з висоти пташиного польоту. Сенс гри — зробити кримінальну кар'єру. В кожному місті персонаж працює на одну з трьох груп клієнтів. Лише після того, як гравець отримав повагу групи, йому відкриється наступне замовлення. Складність місій неухильно зростає. Ця розбивка здійснюється за трьома рівнями складності у трьох містах.
Персонаж може брати замовлення біля телефонного автомата. Мета завдання передається гравцеві за допомогою текстових повідомлень. Для проходження місії, гравець може використовувати різні транспортні засоби та зброю, а пройшовши — гравець заробляє гроші. Перехід до наступного міста можливий лише після отримання певної суми грошей у попередньому місті. Наприклад у першому місті необхідно заробити один мільйон доларів США. У Grand Theft Auto I не можна зберігатися протягом кар'єри, що є одним із найбільших недоліків гри.

#### GTA: London, 1969 & GTA: London, 1961 (1999)
Згодом було випущено два додатки до гри: Grand Theft Auto: London, 1969 (1999) — перше офіційне доповнення для GTA 1. У гру було додано нове місто Лондон, саундтрек зріс до 21-го трека, з'явились нові пішоходи й автомобілі, трохи покращилася графіка. У 1999-му році це доповнення коштувало 19.99 доларів США і розлетілося в понад 10.000 копій. Гра вийшла на PC та PlayStation. Тут також як і в основній GTA 1 не можна зберігатися (а проходити гру за один раз).
Дуже скоро було створено і друге доповнення — Grand Theft Auto: London, 1961 (1999), яке займає лише 7 Мб і було відразу доступне для безкоштовного завантаження на своєму сайті. Щоби запустити додаток, потрібно мати встановлену гру Grand Theft Auto I із встановленою на ній London 1969. У гру, крім самого Лондона, було додано місто Манчестер, створено нові діалоги, місії, мультиплеєр, та 22 нових автотранспорти. Доповнення є ексклюзивом для PC.

#### GTA 2 (1999)

Скрін з гри GTA II.

Grand Theft Auto 2 вийшла в 1999 році на платформах PC(на Microsoft Windows), PlayStation і Dreamcast. Події гри, за словами офіційного сайту, відбуваються в 2013 році. Через це гра стала єдиною в серії, де сюжет відбувається в майбутньому. Графічний рушій був поліпшений — гра тепер використовувала DirectX і підтримувала графічні прискорювачі Direct3D. У зв'язку з цим був трохи покращений геймплей. Проте, переважно, гра майже не відрізнялася від попередніх ігор. Залишилася 2D графіка і вигляд з висоти пташиного польоту. Але додано й кілька важливих покращень: нарешті була створена довгоочікувана можливість збереження гри з можливістю продовження при наступних її запусках. Для цього потрібно було зайти до церкви. Послуга коштує 50 000 доларів. Також з'явився мультиплеєр. Ігровий процес відрізнявся від попередніх ігор, оскільки гравець тепер міг сам обирати на яку із кримінальних організацій йому працювати. Згодом була випущено урізана версія для Game Boy Color.

### 3D покоління

#### GTA III (2001)
Grand Theft Auto III була випущена у 2001 році на PlayStation 2, 2002 на PC (Microsoft Windows), а 2003 на Xbox. Події гри відбуваються в той самий час, коли й вийшла гра (2001 р.), у вигаданому місті Ліберті-Сіті (Прототип Нью-Йорка), що складається з трьох островів, які поступово відкриваються по ходу проходжень місій. Гра стала повністю тривимірною, з виглядом від третьої особи. Традиційний вид зверху, що використовувався в попередніх іграх, можна задіяти, натискаючи кнопку перемикання ракурсів камери. Вперше проблема знаходження правильного маршруту у величезному місті була вирішена шляхом створення постійного GPS у вигляді мінікарти у лівому нижньому куті, яка підкреслює позицію гравця, а також місце розташування поточних завдань. Геймплей гри розширився в зв'язку з можливістю по-різному проходити одну і ту саму місію.
Мультиплеєр був відсутній, але гра виділялася іншим — наприклад, якістю озвучування і сюжетом (у попередніх іграх було озвучено лише кілька коротких анімаційних роликів між рівнями, решта розмов були представлені текстом, який висвічується внизу екрану). Тепер кожна місія починається з короткої сцени, створюючи реалістичнішу атмосферу і чимось нагадує фільм.
Збереження гри тепер стало можливим лише між місіями і, на відміну від Grand Theft Auto 2, стало безкоштовним.

#### GTA: Vice City (2002)
Grand Theft Auto: Vice City була випущена у 2002 році на PlayStation 2, 2003 на PC (Microsoft Windows), а 2005 на Xbox. Події гри відбуваються в 1986 році у місті Вайс-Сіті (прототип — Маямі). Сюжет гри побудовано на торгівлі кокаїном в 1980-х, коли Маямі було головним портом прийому наркотиків з-за кордону. Рушій залишився з третьої частини гри незмінним, але частково було покращено геймплей: Vice City стала першою грою серії, де було створено повнофункціональні літальні апарати, що можуть бути використані в грі. Це гідролітаки та гелікоптери.
Із транспортних засобів було додано деякі нові марки автомобілів, та, головне, новий вид транспорту — мотоцикли. Вони мають певну перевагу перед автомобілями: персонаж може стріляти краще, легше уникнути переслідування, проскакуючи між машинами. Мінусом є більша травмонебезпечність персонажа та небезпека бути збитим іншими учасниками дорожнього руху.
В естетичному плані теж відбулись невеликі зміни: тепер з'явилась можливість змінювати одяг персонажа та купувати нерухомість, у якій можна зберігати гру.

#### GTA: San Andreas (2004)
Grand Theft Auto: San Andreas була випущена у 2004 році на PlayStation 2, 2005 на PC (Microsoft Windows), а 2006 на Xbox. Розробники цього разу створили не одне місто, а цілий вигаданий штат Сан-Андреас, прототипом якого є штати Каліфорнія і Невада. Штат складається з великої території і трьох міст: Лос-Сантос (прототип — Лос-Анджелес), Сан-Фієрро (Сан-Франциско) і Лас-Вентурас (Лас-Вегас). Між містами є невеликі сільські поселення та пустеля.
Події гри відбуваються на початку 1990-х. Уперше в серії головним героєм гри став афроамериканець. Нововведенням є також безліч елементів, які раніше зустрічалися тільки в рольових іграх. Персонаж тепер міг перелізати через стіни і паркани, плавати та пірнати. Крім того, з'явилась можливість зміни персонажем зачіски, татуювання, одягу тощо. При неодноразовому використанні транспортних засобів і зброї, персонаж вчиться краще користуватися відповідними об'єктами. Останньою глобальною відмінністю від попередників є можливість зібрати власних членів банди, які супроводжують персонажа й допомагають йому в бойових діях.
Згодом навколо San Andreas розгорнувся великий скандал через мінігру сексуального змісту: офіційно в грі вона не була присутня, але її програмний код був виявлений у версіях для ігрових консолей і PC (див. Hot Coffee). У результаті гра була знята з продажу у великій кількості магазинів, ESRB-рейтинг гри був змінений з «M» (англ. Mature, лише від 17 років) на «AO» (англ. Adults Only, тільки для дорослих). Незабаром Rockstar Games випустив виправлену версію гри для всіх платформ, повернувши грі рейтинг «M».

#### GTA: Advance (2004)
Grand Theft Auto for Game Boy Advance (неофіційно називається Grand Theft Auto: Advance) випущена в тому ж 2004 році. Була розроблена зовнішньою групою розробників Digital Eclipse і спочатку планувалася як версія GTA III з 2D графікою для Game Boy Advance, але через складність переведення гри в двовимірну графіку, стала окремою грою, події якої відбуваються приблизно на рік раніше GTA III. На відміну від версій гри для Game Boy Color, тут Grand Theft Auto не прибрало насильство й ненормативну лексику, яка є спільною для всієї серії GTA. Гра отримала рейтинг «М» від ESRB.

#### GTA: Liberty City Stories (2005) & GTA: Vice City Stories (2006)
Grand Theft Auto: Liberty City Stories є приквелом до GTA III, і через це заснована на її основі. Більшість місій простіші супроти «третьої» попередниці, з огляду на те, що гра випущена тільки для PlayStation Portable. Це стається через коротку тривалість місій та їхню легкість.
Grand Theft Auto: Vice City Stories була випущена у 2006 році на платформу PlayStation Portable, а у 2007 на PlayStation 2. Події гри відбуваються у Вайс-Сіті в 1984 році за два роки до подій GTA: VC, сиквелом якої вона є. Ця гра стала останньою в серії від третього покоління, яке тривало майже 6 років і від рушія якої розробники відмовились на користь сучаснішого.

#### Grand Theft Auto: The Trilogy— The Definitive Edition (2021)
Rockstar анонсувала збірник ремастерів Grand Theft Auto: The Trilogy — The Definitive Edition 8 жовтня 2021 року. Ігри матимуть графічні та ігрові оновлення і замінять існуючи версії в магазині. Вийшла для Microsoft Windows, Nintendo Switch, PlayStation 4, PlayStation 5, Xbox One та Xbox Series X/S у 2021, а для Android та iOS — у 2023 році.

### HD покоління

#### GTA IV (2008)
Grand Theft Auto IV була випущена 29 квітня 2008 року і стала першою у лінійці ігор, що були одночасно запущені в продаж для Sony та ігрових консолей Microsoft. 2 грудня того ж року вийшла і на PC. Для анімації тривимірних персонажів GTA IV вперше використовує рушій Euphoria від NaturalMotion. Ігровим двигуном в четвертій частині є Rockstar Advanced Game Engine, також знаний як RAGE.
Основним сюжетом гри є серб Ніко Беллік, який приїжджає до Ліберті-Сіті в пошуках людини, яка зрадила його у війні на Балканах. Ліберті-Сіті вже використовувалось у GTA III та GTA: Liberty City Stories. Але в даній грі воно дуже сильно нагадує Нью-Йорк, зокрема будівлями, які мають свої аналоги в місті-прототипі.
У порівнянні з GTA: San Andreas ігровий простір був зменшений в розмірах. Персонаж тепер не може пірнати і робити татуювання, стало менше доступної зброї, та одягу. Були вилучені елементи RPG (зміна здібностей персонажа протягом гри). Натомість з'явилася можливість впливати на розвиток сюжету, що приводить до двох варіантів фіналу гри. Також у грі з'явився режим багатокористувацької гри, який раніше існував лише для портативних консолей.
Через тиждень після виходу Grand Theft Auto IV розійшлася накладом 6 мільйонів копій, принісши Rockstar Games понад 500 млн доларів.

#### Grand Theft Auto: The Lost and Damned & Grand Theft Auto: The Ballad of Gay Tony (2009)
Два додаткових епізоди для гри GTA IV. Обидва додатки випущені на Xbox 360, PlayStation 3 та PC. Не потребують оригінальної гри.

#### Grand Theft Auto: Chinatown Wars (2009)
Перша гра лінійки, яка була випущена на Nintendo DS 17 березня 2009 року. А 20 жовтня була випущена версія і для PSP. Управління в грі реалізовано так, щоб задіяти стилус консолі.
Події гри відбуваються у Ліберті-Сіті (версії GTA IV) у наш час. Сюжетом гри є китайські синдикати («тріади»), в один з яких входить головний герой — Хуан Лі.

#### Grand Theft Auto V (2013)
Вихід гри Grand Theft Auto V відбувся 17 вересня 2013 року для Xbox 360 і PlayStation 3. Гра повертається в оновлену версію вигаданого штату San Andreas — перед гравцями постає новітній Лос-Сантос і округ Блейн. Grand Theft Auto V встановила також багато рекордів, серед яких — $800 млн за перші 24 години продажу.
Уперше в історії серії є одразу три протагоністи, між якими можна перемикатися майже в будь-який час. Також розмір мапи став найбільшим в серії, з'явилися повноцінні NPC тварини, основна сюжетна лінія дає можливість грабувати банки.

### Підсумки
| Покоління | Назва                  | Розробники                                                | Всі платформи                                  | Всі платформи     | Всі платформи        | Всі платформи                        | Рік виходу |
| --------- | ---------------------- | --------------------------------------------------------- | ---------------------------------------------- | ----------------- | -------------------- | ------------------------------------ | ---------- |
| Покоління | Назва                  | Розробники                                                | Консоль                                        | Комп'ютер         | Портативний пристрій | Мобільний пристрій                   | Рік виходу |
| 2D        | Grand Theft Auto I     | DMA Design, Tarantula Studios                             | PS1                                            | Windows, DOS      | Game Boy Color       |                                      | 1997       |
| 2D        | London, 1969           | DMA Design, Tarantula Studios, Rockstar Canada, Runecraft | PS1                                            | Windows, DOS      |                      |                                      | 1999       |
| 2D        | London, 1961           | DMA Design, Tarantula Studios, Rockstar Canada, Runecraft |                                                | Windows           |                      |                                      | 1999       |
| 2D        | Grand Theft Auto 2     | DMA Design, Tarantula Studios                             | PS1, Dreamcast                                 | Windows           | Game Boy Color       |                                      | 1999       |
| 3D        | Grand Theft Auto III   | DMA Design, Rockstar Vienna                               | PS2, Xbox                                      | Windows, Mac OS X |                      | iOS, Android                         | 2001       |
| 3D        | Vice City              | Rockstar North                                            | PS2, Xbox                                      | Windows, Mac OS X |                      | iOS, Android                         | 2002       |
| 3D        | Advance                | Digital Eclipse                                           |                                                |                   | Game Boy Advance     |                                      | 2004       |
| 3D        | San Andreas            | Rockstar North                                            | PS2, Xbox                                      | Windows, Mac OS X |                      | iOS, Android, Windows Phone, Fire OS | 2004       |
| 3D        | Liberty City Stories   | Rockstar North, Rockstar Leeds                            | PS2                                            |                   | PSP                  |                                      | 2005       |
| 3D        | Vice City Stories      | Rockstar North, Rockstar Leeds                            | PS2                                            |                   | PSP                  |                                      | 2006       |
| HD        | Grand Theft Auto IV    | Rockstar North, Rockstar Toronto                          | PS3, Xbox 360                                  | Windows           |                      |                                      | 2008       |
| HD        | The Lost and Damned    | Rockstar North                                            | PS3, Xbox 360                                  | Windows           |                      |                                      | 2009       |
| HD        | Chinatown Wars         | Rockstar North, Rockstar Leeds                            |                                                |                   | PSP, DS              | iOS                                  | 2009       |
| HD        | The Ballad of Gay Tony | Rockstar North                                            | PS3, Xbox 360                                  | Windows           |                      |                                      | 2009       |
| HD        | Grand Theft Auto V     | Rockstar North                                            | PS3, Xbox 360, Xbox One, PS4, PS5, Xbox Series | Windows           |                      |                                      | 2013       |

## Суперечки
Серія ігор GTA завжди викликала суперечки. Частина американських вчених і політиків кожну нову частину цієї серії піддає різкій критиці, оскільки у всіх її частинах присутні акти насильства (в тому числі проти поліції). Вбивство карається переслідуванням, але немає серйозних наслідків для гравця або сюжету гри. Найсерйознішим наслідком є лише символічний арешт, що закінчується штрафом і втратою зброї.
Крім пропаганди насильства, ігри також звинувачують у расизмі, через те, що деякі етнічні групи зображуються як злочинні, зокрема, італійці, китайці і ямайці в GTA III, кубинці й гаїтяни в GTA: Vice City.
Додатковий імпульс критики додає те, що все частіше, особливо в США, підлітки скоюють серйозні злочини: викрадення автомобілів, пограбування або вандалізм, а після арешту вони заявляють, що на злочини їх надихнула серія ігор GTA.

Найбільша критика гри полягає саме в частих нападах і вбивствах поліцейських, як це показано на цьому кадрі з GTA: San Andreas

Колишній адвокат Джек Томпсон кілька разів намагався притягнути до відповідальності розробників Grand Theft Auto за смерть своїх близьких. У зв'язку з цим Томпсона позбавили звання адвоката в 2008 році, і був оштрафований більше ніж на $ 43000 від Флоридської асоціації адвокатів.
20 жовтня 2003, родичі Аарона Гамеля та Кімберлі Беде — двох молодих людей, які були розстріляні підлітками Вільямом і Джошом Бакнерами (в заявах для слідчих вони стверджували, що їхні дії були інспіровані грою GTA III) подали позов у розмірі $ 246 мільйонів проти видавців гри — Rockstar Games, Take-Two Interactive Software, магазину роздрібної торгівлі Wal-Mart, а також виробника PlayStation 2 — Sony Computer Entertainment America.. Два дні по тому, позивачі подали заяву про добровільну відмову і справа була закрита.
У лютому 2005 року подано позов проти творців і розповсюджувачів Grand Theft Auto з твердженням, що серія ігор підштовхнула підлітка до стрілянини й вбивства трьох поліціянтів в Алабамі. Події відбувались у червні 2003 року, коли 17-річний Девін Мур, був доставлений на допит до поліції в м. Фаєтт, що в штаті Алабама, стосовно викраденого транспорту. Мур схопив пістолет одного з поліціянтів і вбив поліціянта та його співробітника, а перед втечею на поліційній машині застрелив ще й диспетчера.. На сьогодні справа ще розглядається. У травні 2005 року, Томпсон з'явився на екранах у програмі Глена Бека Headline News CNN's. Томпсон згадав Девіна Мура й ігри Grand Theft Auto III і Grand Theft Auto: Vice City: «В мене немає сумнівів, що для підготовлення вбивства поліціянтів Девін Мур тренувався за допомогою цієї гри. Інакше він би не зміг вбити відразу трьох поліціянтів в Алабамі»
У серпні 2008 в штаті Джорджія були затримані троє підлітків, які підпалювали автомобілі «коктейлями Молотова». Вони стверджували, що навчилися цього з гри Grand Theft Auto.
У 2009 році шестирічний хлопчик взяв машину своєї родини і проїхав на ній 10 миль, після чого потрапив у аварію. Після інциденту він стверджував, що навчився керувати автомобілем саме з цієї гри.
У листопаді 2021 року поліція Мексики затримала дівчину на ім'я Алісса Наварро. Вона перевозила 60 кг заборонених речовин, зі своїм роботодавцем познайомилася в GTA.

## Сприйняття
Починаючи з 2001 року серія Grand Theft Auto отримала успіх як від критиків, так і у фінансовому плані. Це призвело до появи майже ідеальних оглядів та оцінок практично на всі подальші ігри серій, а також було продано більш ніж 70 мільйонів копій в усьому світі, станом на березень 2008 року. The Times Online повідомив, що Grand Theft Auto IV розійшлося 609 000 копій у перший день продажів у Великій Британії. У перший же тиждень було продано близько 6 мільйонів копій Grand Theft Auto IV в усьому світі і зібрано понад $ 500 млн. [43]. Grand Theft Auto V встановила новий рекорд: за перші 24 години продажу вона зібрала $800 млн.

### Оцінки і продажі
| Гра                                          | Оцінка | Оцінка   | Продано        | Здобутий лейбл                                       | Рік  |
| -------------------------------------------- | ------ | -------- | -------------- | ---------------------------------------------------- | ---- |
| Гра                                          | IGN    | GameSpot | Продано        | Здобутий лейбл                                       | Рік  |
| 1 покоління                                  |        |          |                |                                                      |      |
| Grand Theft Auto I                           | 6.0    | 8.0      | 1 млн.         | PS1 Greatest Hits / Platinum                         | 1997 |
| Grand Theft Auto: London, 1969               | 7.5    | 5.9      | 10 тис.        | Немає                                                | 1999 |
| Grand Theft Auto: London, 1961               | 5.9    | 7.5      | Безкоштовно    | Немає                                                | 1999 |
| Всього продано = Понад 1 млн.                |        |          |                |                                                      |      |
| 2 покоління                                  |        |          |                |                                                      |      |
| Grand Theft Auto 2                           | 6.8    | 6.9      | 2 млн.         | PS1 Greatest Hits                                    | 1999 |
| Всього продано = 2 млн.                      |        |          |                |                                                      |      |
| 3 покоління                                  |        |          |                |                                                      |      |
| Grand Theft Auto III                         | 9.6    | 9.6      | 15 млн.        | PS2 Greatest Hits / Platinum                         | 2001 |
| Grand Theft Auto: Vice City                  | 9.7    | 9.6      | 17.5 млн.      | PS2 Greatest Hits / Platinum                         | 2002 |
| Grand Theft Auto Advance                     | 8.5    | 6.5      | 100 тис.       | Немає                                                | 2004 |
| Grand Theft Auto: San Andreas                | 9.9    | 9.6      | 22.34 млн.     | PS2 Greatest Hits / Platinum, Xbox Platinum Hits     | 2004 |
| Grand Theft Auto: Liberty City Stories       | 9.0    | 8.6      | 10 млн.        | PSP Greatest Hits / Platinum, PS2 Platinum           | 2005 |
| Grand Theft Auto: Vice City Stories          | 9.0    | 8.4      | 5 млн.         | PSP Greatest Hits / Platinum, PS2 Platinum           | 2006 |
| Всього продано = 93.1 млн.                   |        |          |                |                                                      |      |
| 4 покоління                                  |        |          |                |                                                      |      |
| Grand Theft Auto IV                          | 10     | 10       | 15 млн.        | PS3 Greatest Hits / Platinum, Xbox 360 Platinum Hits | 2008 |
| Grand Theft Auto IV: The Lost and Damned     | 9      | 8.95     | Понад 323 тис. | Н/Д                                                  | 2009 |
| Grand Theft Auto: Chinatown Wars             | 9.5    | 9.5      | 200 тис.       | Немає                                                | 2009 |
| Grand Theft Auto IV: The Ballad of Gay Tony  | 9.2    | 9.5      | Н/Д            | Н/Д                                                  | 2009 |
| Grand Theft Auto: Episodes From Liberty City | 9.2    | 9.0      | Н/Д            | TBA                                                  | 2009 |
| Всього продано = Понад 25.4 млн.             |        |          |                |                                                      |      |
| За всю серію продано = Понад 120 млн.        |        |          |                |                                                      |      |

## Серія GTA в Книзі Рекордів Світу Гіннеса 2009 року[42][43]
- Найуспішніший Запуск Розважального Продукту. 29 квітня 2008, було продано копій Grand Theft Auto IV на 310 мільйонів $ у всьому світі за один день, і це вп'ятеро більше, ніж мав The Dark Knight за його перші 24 години релізу.
- Найбільш Спірна Ігрова Відеосерія. GTA була найбільш спірною ігровою маркою в історії. Понад 4,000 газетних матеріалів було видано про неї, із звинуваченнями у нав'язуванні насильства, можливому зв'язку з реальними злочинами, і навіть можливу корупцію гравців. Також було висунуто велику кількість судових процесів проти Rockstar Games. GTA IV була заборонена в Таїланді.
- Найбільший Голосовий Кастинг у Відео Грі. GTA IV може похвалитися аж 861 голосовим актором, що брав участь у розробці, у тому числі 174 акторів, що грають героїв, діджеїв і голоси за кадром в ігровому телебаченні. Багато з додаткових 687 голосів запропонували люди, які лише хотіли почути себе в грі.
- Найбільший Бюджет. В інтерв'ю з The Times у квітні 2008, продюсер GTA Leslie Benzies оцінив, що витрати виробництва на GTA IV досягають 100 мільйонів $, побиваючи попередній рекорд 70 мільйонів $, що встановила Sega' Shenmue.
- Найбільша Карта Grand Theft Auto. GTA: San Andreas містить найбільшу ігрову область у серії. Аж до чотирьох разів більша карта, ніж карти інших ігор серії GTA; вона містить три міста, 12 містечок і багато миль віртуальної сільської місцевості, з площею близько 17 квадратних миль.
- Найбільший Ігровий Саундтрек. GTA IV налічує 18 радіостанцій, що грають 218 ліцензійних треків, б'ючи попередній рекорд — 156 пісень в GTA: San Andreas.